# Garang Kuol
Garang Kuol (* 15. September 2004 in Kairo, Ägypten) ist ein australischer Fußballspieler, der aktuell bei Newcastle United in der Premier League unter Vertrag steht und für die Saison 2023/24 an den FC Volendam ausgeliehen ist.

## Herkunft
Kuol ist eines von fünf Kindern. Sein älterer Bruder Alou ist ebenfalls Profifußballer. Die Familie kommt ursprünglich aus dem Südsudan, floh aber über Ägypten, wo Garang in einem Flüchtlingslager geboren wurde, nach Australien, wo sie sich schließlich in Shepparton im Bundesstaat Victoria niederließ.

## Karriere

### Verein
Kuol begann seine fußballerische Ausbildung bei den Goulburn Valley Suns, wo er bis 2021 spielte. Anschließend wechselte er in das U21-Team der Central Coast Mariners. Bereits Anfang 2022 erhielt er dort seinen Vertrag im Profiteam. Bei einem 6:0-Sieg im Pokal-Viertelfinale schoss er sieben Minuten nach seiner Einwechslung beim Profidebüt sein erstes Tor. Bei seinem A-League-Debüt gegen Wellington Phoenix schoss er nach Einwechslung ebenfalls direkt sein erstes Tor im Wettbewerb. Dieses Mal bereits fünf Minuten nach seiner Einwechslung. In der gesamten Saison 2021/22 schoss Kuol vier Tore und gab eine Vorlage in neun Ligaeinsätzen. Er wurde zudem in das All-Stars-Team der A-League aufgenommen und spielte mit diesem gegen den FC Barcelona.
Im Januar 2023 wechselte Kuol für 350.000 Euro in die Premier League zu Newcastle United und wurde sofort nach Schottland zu Heart of Midlothian verliehen. Im Sommer 2023 folgte die Leihe zum FC Volendam in die Niederlande.

### Nationalmannschaft
Kuol nahm bereits an einem U20-Nationalmannschafts-Trainingscamp in Australien teil. Für diese kam er auch im Oktober 2022 dreimal zum Einsatz, wobei er einmal traf.
Am 25. September 2022 gab Kuol schließlich sein Debüt für die A-Nationalmannschaft Australiens, als er in einem Freundschaftsspiel gegen Neuseeland eingewechselt wurde und wohl ein sehr gutes Spiel absolvierte. Wenig später wurde er auch in den Kader für die WM 2022 berufen. Beim finalen Turnier spielte er zweimal, unter anderem im Achtelfinale bei der 1:2-Niederlage gegen den späteren Weltmeister Argentinien.

## Erfolge
Individuell
- A-League All-Star: 2022